# Dan ustavnosti (Slovenija)
Dan ustavnosti je praznik v Sloveniji, s katerim se vsako leto 23. decembra obeležuje sprejetje in razglasitev Ustave Republike Slovenije. 23. decembra 1991 jo je v procesu osamosvajanja Slovenije sprejela Ustavodajna skupščina in je prva ustava samostojne države Slovenije.
Dan ustavnosti ni državni praznik ali dela prost dan v Sloveniji. Razglasilo ga je leta 1997 Ustavno sodišče, ki ob tej priložnosti prireja tudi svečanosti.